# ثاسوس

موقع جزيرة ثاسوس

ثَاسُوس (باليونانية: Θάσος)‏ هي جزيرة تتبع مقاطعة كفالة في إقليم مقدونيا الشرقية وتراقيا في اليونان. يبلغ عدد سكان الجزيرة حوالي 13,765 نسمة.

## التاريخ

### الحقبة العثمانية
عرفت جزيرة ثاسوس خلال فترة الحكم العثماني باسم طَاشُوز، وكانت الدولة العثمانية قد استولت على الجزيرة عام 1462 م حيث كانت تتبع الإمبراطورية البيزنطية وظلت الجزيرة جزء من الدولة العثمانية حتى اندلاع حرب البلقان الأولى عام 1912 م حيث خسرتها الدولة العثمانية لصالح اليونانيين.

## الاقتصاد

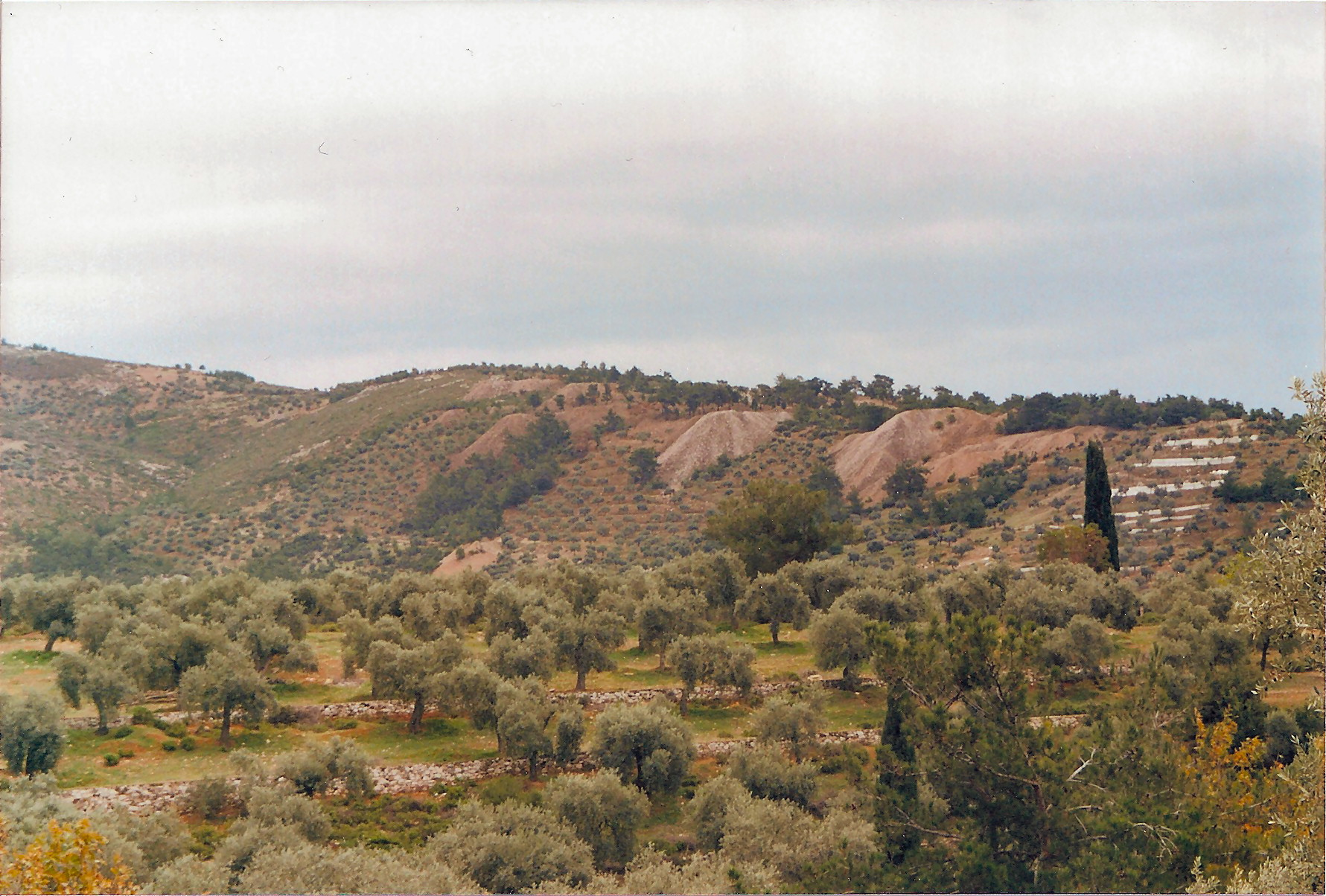
منجم زنك ورصاص في جزيرة ثاسوس

أبرز الانشطة الاقتصادية في الجزيرة هي السياحة إضافة إلى الزراعة وإنتاج العسل وزيت الزيتون وتربية المواشي وإنتاج الخشب بالإضافة إلى إنتاج الزنك والرصاص والحديد.
علاوة علي مناجم الذهب التي تشتهر بها الجزيرة منذ القدم وحتي اليوم والرخام الأبيض الذي يصدر إلي جميع أنحاء العالم حيث أنه من أشهر أنواع الرخام في العالم من إنتاج الجزيرة فسُمي باسمها، ومن أبرز الأماكن التي تحتوي هذا النوع من الرخام المسجد الحرام والمسجد النبوي الشريف إذ يستورد لهما هذا النوع النادر من الرخام من جبال اليونان خصيصًا طبقًا للرئاسة العامة لشؤون المسجد الحرام والمسجد النبوي، وهذا سر برودة الأرض في الحرمين الشريفين رغم ارتفاع الحرارة فأرضهما مغطاة بهذا النوع من الرخام.

## معرض صور

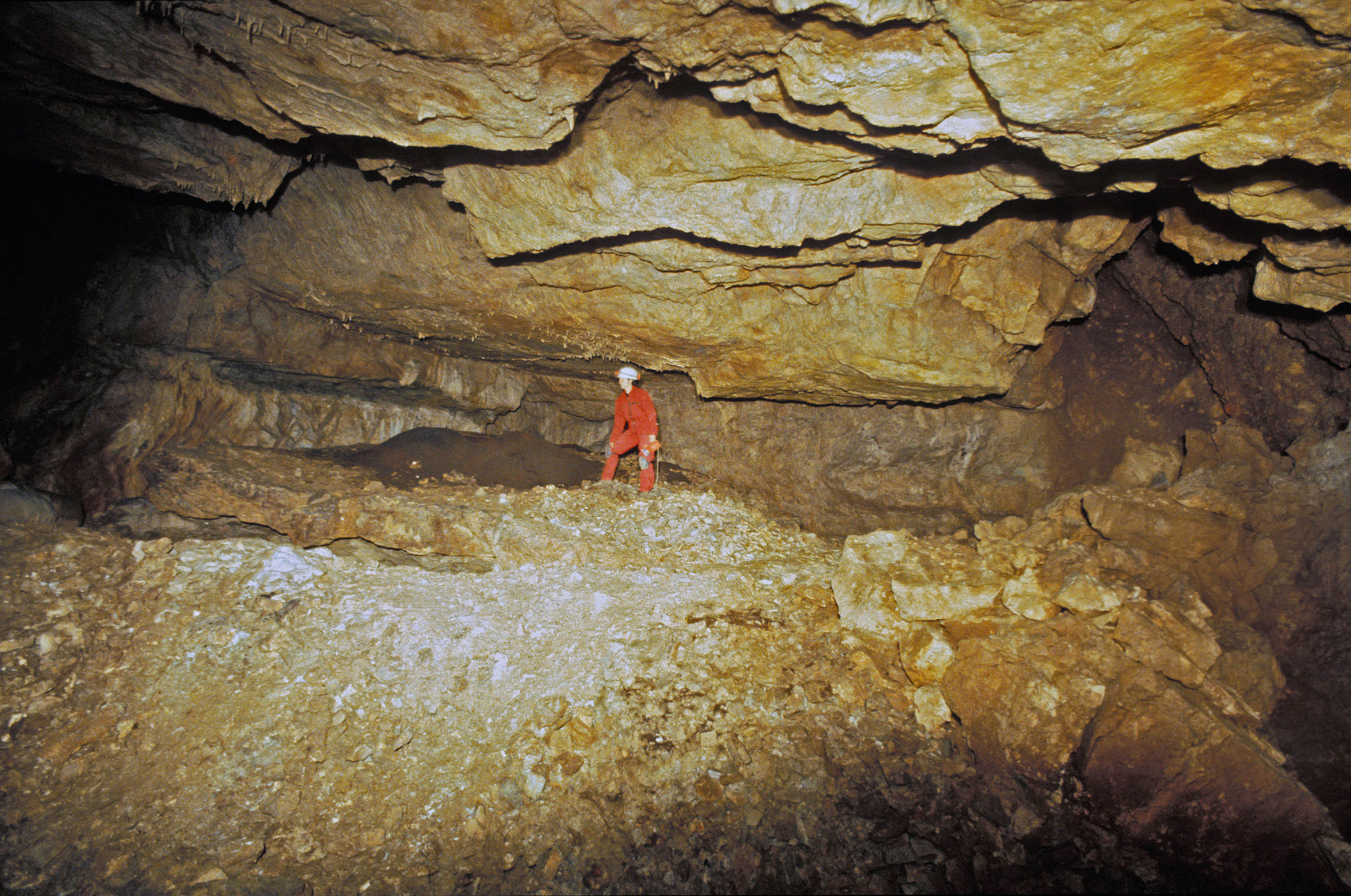
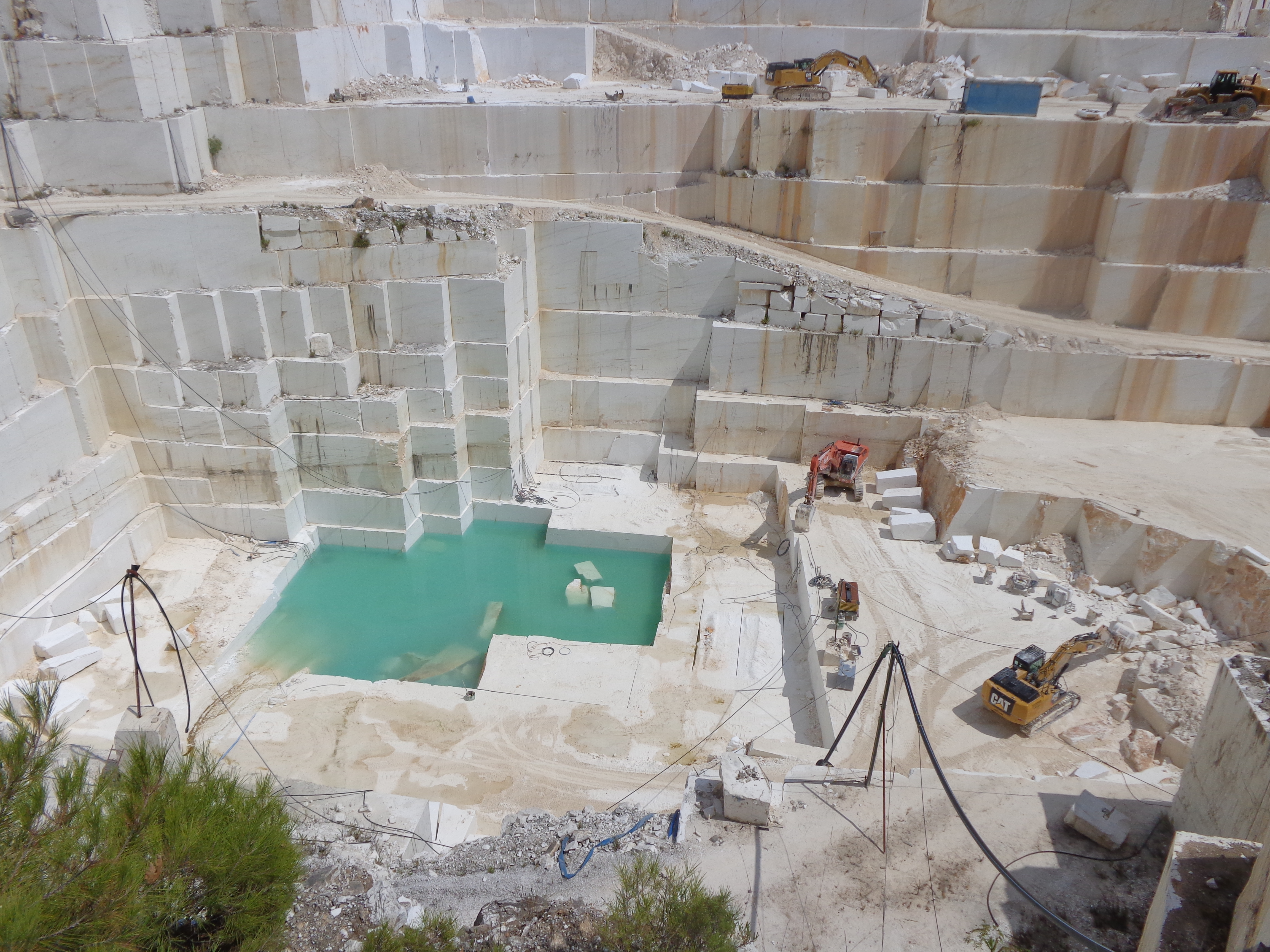
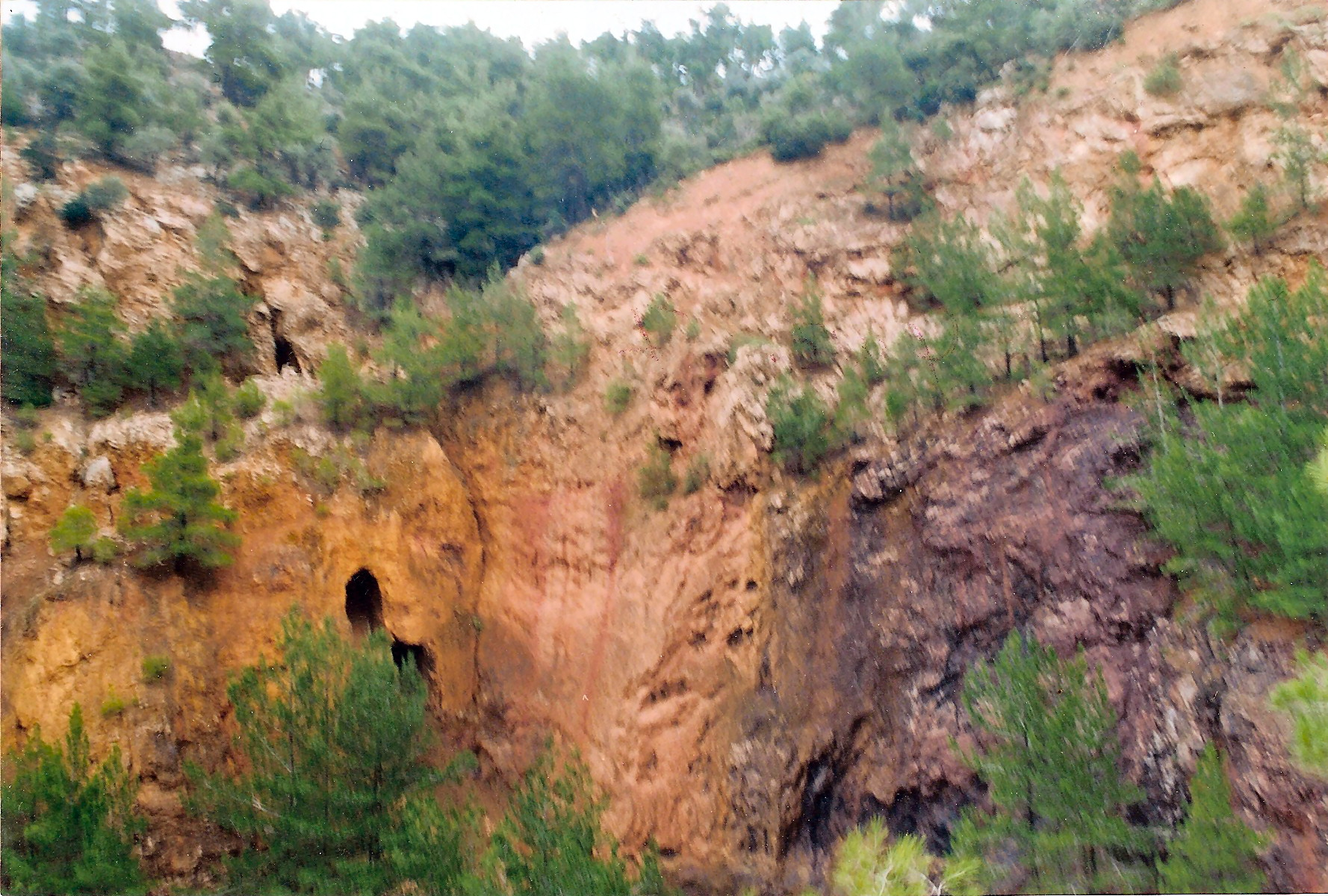
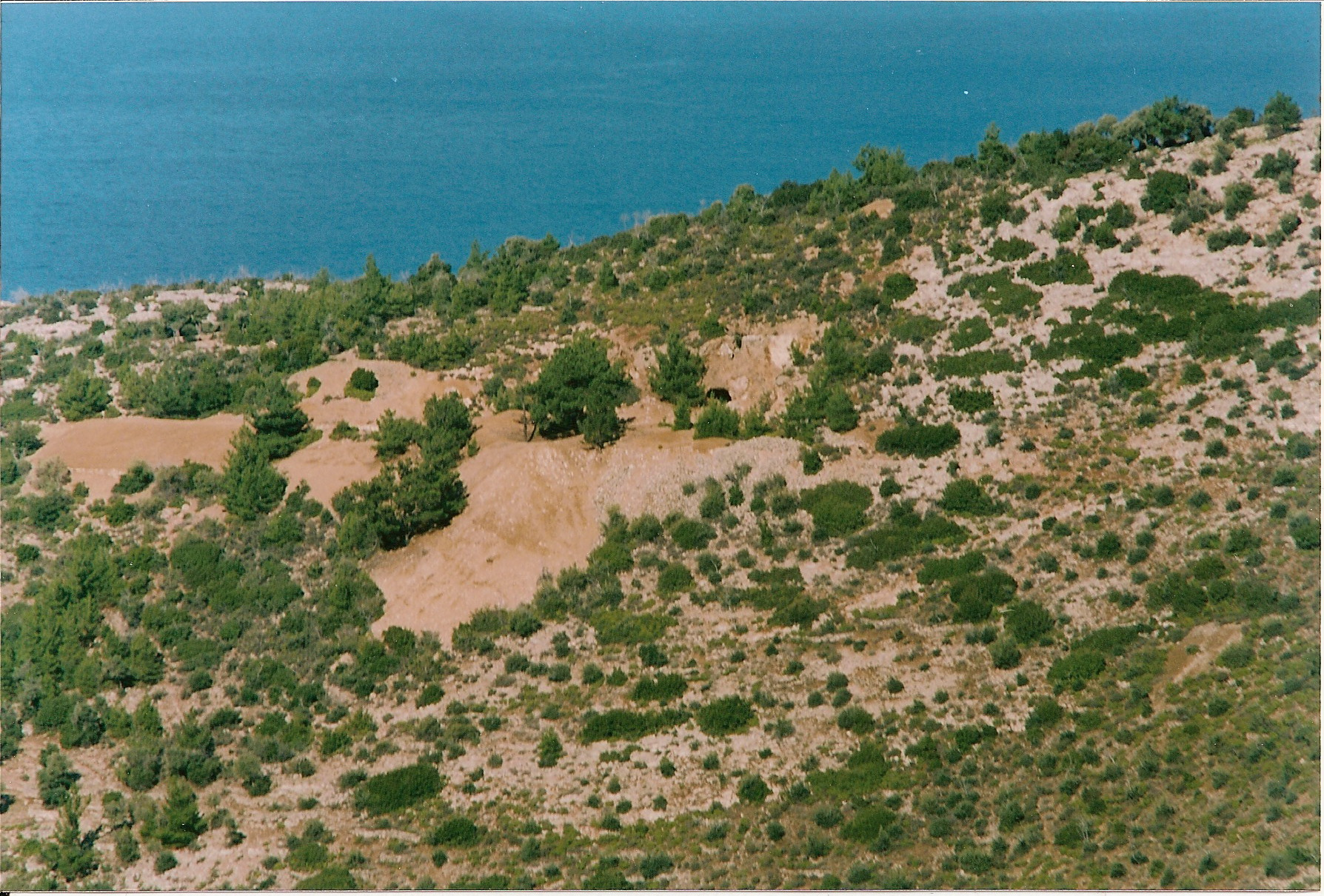
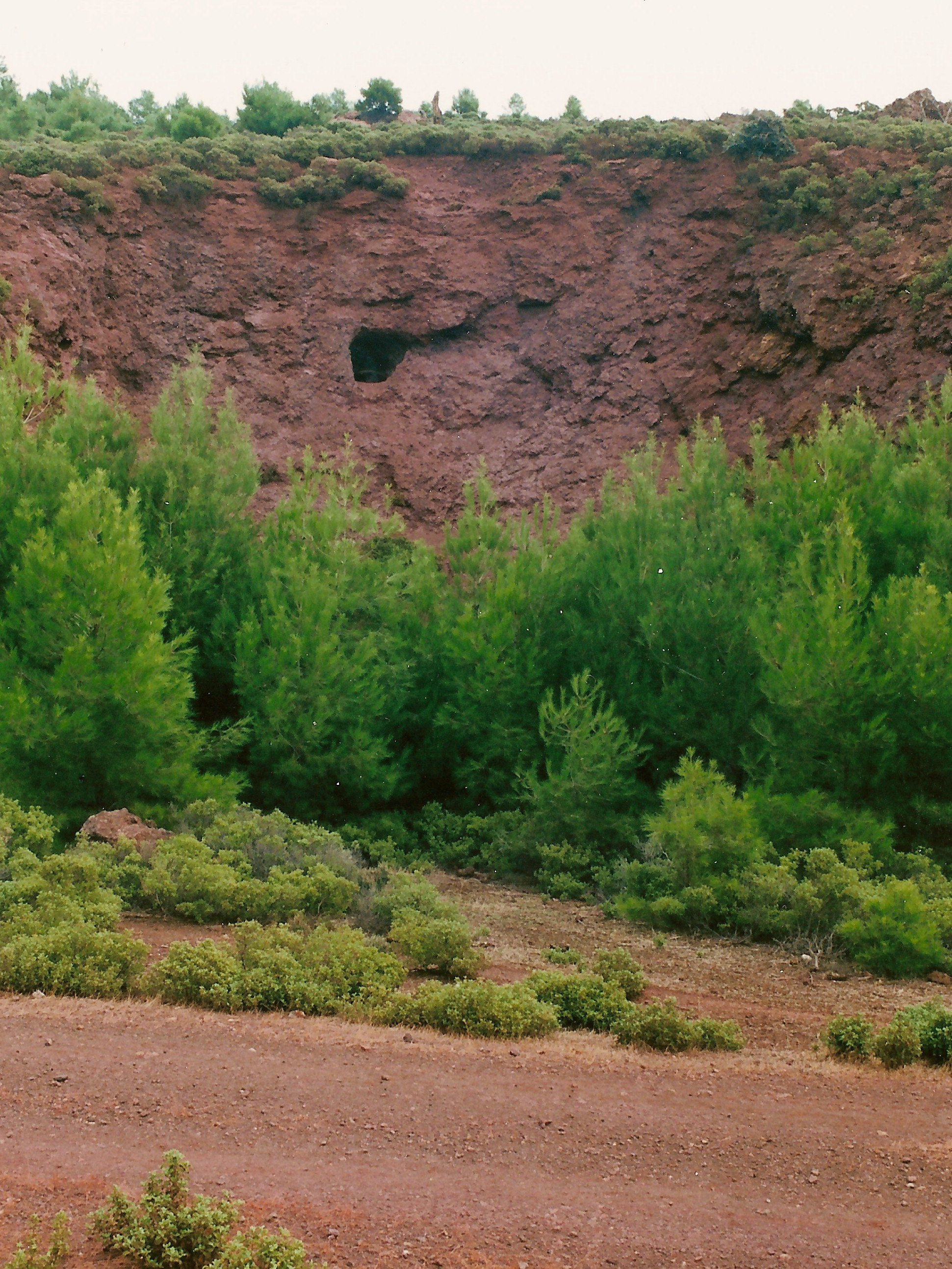